# Dominik Furch
Dominik Furch (ur. 19 kwietnia 1990 w Pradze) – czeski hokeista, reprezentant Czech, olimpijczyk.

## Kariera
- Slavia Praga do lat 18 (2005-2007)
- Slavia Praga do lat 20 (2006-2010)
- HC Havlíčkův Brod (2007-2010)
- Slavia Praga (2007-2015)
- Medvědi Beroun 1933 (2010-2013)
- Awangard Omsk (2015-2018)
- Siewierstal Czerepowiec (2018-2019)
- Örebro HK (2019-2020)
- Dynama Mińsk (2020-2021)
- HC Pilzno 1929 (2021)
- Färjestad BK (2021-2022)
- HC Kometa Brno (2022-)

Wychowanek klubu HC Kobra Praga w rodzinnym mieście. Przez wiele lat występował w zespołach juniorskich i seniorskim Slavii Praga. W maju 2015 przeszedł do rosyjskiego klubu Awangard Omsk w rozgrywkach KHL. Wiosną 2017 przedłużył tam kontrakt o dwa lata. W maju 2018 został przetransferowany do Siewierstali Czerepowiec w tej samej lidze. Od maja 2019 był zawodnikiem szwedzkiej drużyny Örebro HK. W połowie 2020 został bramkarzem białoruskiego zespołu Dynama Mińsk, powracając tym samym do KHL. W sierpniu przeszedł do HC Pilzno 1929. Od października 2021 zawodnik szwedzkiego Färjestad BK. We wrześniu 2022 przeszedł do Komety Brno.
W barwach juniorskich kadr Czech uczestniczył w turniejach mistrzostw świata juniorów do lat 18 edycji 2007, 2008 oraz mistrzostw świata juniorów do lat 20 edycji 2009. W barwach reprezentacji seniorskiej uczestniczył w turniejach mistrzostw świata edycji 2016 (zagrał cztery spotkania), 2017 (nie wystąpił w żadnym meczu) oraz zimowych igrzysk olimpijskich 2018 (nie wystąpił w żadnym meczu).

## Sukcesy
Reprezentacyjne
- Awans do Elity MŚ do lat 18: 2008[10]

Klubowe
- Srebrny medal mistrzostw Czech: 2009 ze Slavią Praga
- Brązowy medal mistrzostw Czech: 2010, 2013 ze Slavią Praga
- Pierwsze miejsce w Dywizji Czernyszowa w sezonie zasadniczym: 2016, 2017 z Awangardem Omsk
- Pierwsze miejsce w Konferencji Wschód w sezonie regularnym: 2016 z Awangardem Omsk
- Złoty medal mistrzostw Szwecji: 2022 z Färjestad BK

Indywidualne
- Mistrzostwa świata do lat 18 w hokeju na lodzie mężczyzn 2008/I Dywizja:
  - Pierwsze miejsce w klasyfikacji średniej goli straconych na mecz: 0,75[11]
  - Trzecie miejsce w klasyfikacji skuteczności interwencji: 94,55%
  - Pierwsze miejsce w klasyfikacji meczów bez straty gola: 2
  - Najlepszy bramkarz turnieju[12]
- KHL (2015/2016):
  - Najlepszy bramkarz miesiąca - grudzień 2015[13]
  - Trzecie miejsce w klasyfikacji liczby meczów bez straty gola w sezonie zasadniczym: 8
  - Piąte miejsce w klasyfikacji skuteczności interwencji w fazie play-off: 94,1%
- Mistrzostwa Świata w Hokeju na Lodzie 2016 (elita):
  - Pierwsze miejsce w klasyfikacji średniej goli straconych na mecz: 0,94[14]
  - Pierwsze miejsce w klasyfikacji skuteczności interwencji: 96,00%
  - Drugie miejsce w klasyfikacji meczów bez straty gola: 2
  - Jeden z trzech najlepszych zawodników reprezentacji
- KHL (2016/2017):
  - Piąte miejsce w klasyfikacji średniej goli straconych na mecz w fazie play-off: 1,91
  - Piąte miejsce w klasyfikacji meczów bez straty gola w fazie play-off: 1
- KHL (2020/2021):
  - Najlepszy bramkarz miesiąca - listopad 2020[15]